# Joseph Mees
Joseph Mees (* 21. November 1923 in Bornem; † 9. Dezember 2001) war ein Diplomat des Heiligen Stuhls.

## Leben
Joseph Mees empfing am 4. April 1948 das Sakrament der Priesterweihe. 
Paul VI. ernannte ihn am 14. Juni 1969 zum Titularerzbischof pro hac vice von Ypres und zum Apostolischen Nuntius in Indonesien. Der Kardinalstaatssekretär, Jean-Marie Kardinal Villot, weihte ihn am 30. Juni desselben Jahres zum Bischof; Mitkonsekratoren waren Sergio Pignedoli, Sekretär der Kongregation für die Evangelisierung der Völker, und Emiel-Jozef De Smedt, Bischof von Brügge. 
Der Papst ernannte ihn am 10. Juli 1973 zum Apostolischen Nuntius in Paraguay. Johannes Paul II. ernannte ihn am 19. Januar 1985 zum Apostolischen Pro-Nuntius in Lesotho und Apostolischen Delegaten in Südafrika. Von seinem Ämtern trat er im Oktober 1987 zurück.